# Проспект Победы (Липецк)
Проспе́кт Побе́ды — крупная магистраль в Октябрьском округе Липецка. Проходит от площади Победы до площади Танкистов. Пересекает улицу Механизаторов. К проспекту примыкают: к нечётной стороне — улицы Мичурина, Депутатская, 2-я Индустриальная, Будённого, к чётной стороне — улицы Юных Натуралистов, Доватора, Водопьянова, Сиреневый проезд, проспект 60 лет СССР.

## История
В 1933 году в состав города вошло село Дикое, а вместе с ним и часть Воронежской трассы, проходившей вдоль северо-западной границы села. 26 января 1936 года этот участок трассы, протянувшийся от прежней границы города до нынешней остановки «Памятник Чернобыльцам» (бывшей до июня 2011 года остановкой «Автопарк»), получил собственное название — Колхо́зная у́лица. В то время она была застроена одноэтажными домами. Проезжая часть переходила в дорогу Липецк — Воронеж.
5 мая 1965 года Колхозная улица была переименована в честь победы в Великой Отечественной войне. В начале 1960-х годов началась застройка проспекта типовыми панельными домами. По мере продвижения города вдоль Воронежского шоссе в этом же направлении рос и проспект Победы. В 1972 году был построен 2-й мостовой переход (ныне Октябрьский мост) и проспект был продлён до поворота на него.
В конце 1970-х годов было решено сформировать Юго-Западный жилой район на свободных землях, изъятых у колхозов. Вдоль проспекта от нынешней Кольцевой площади до поворота на Октябрьский мост (где расположена так называемая площадь Танкистов) в 1980-е годы выросли 20-й и 21-й микрорайоны. Каждый из них занимает 30—40 гектаров с числом жителей 15—20 тысяч. В 1990-е годы началась застройка 25-го микрорайона на участке от автовокзала до трамвайной линии у памятника танкистам.

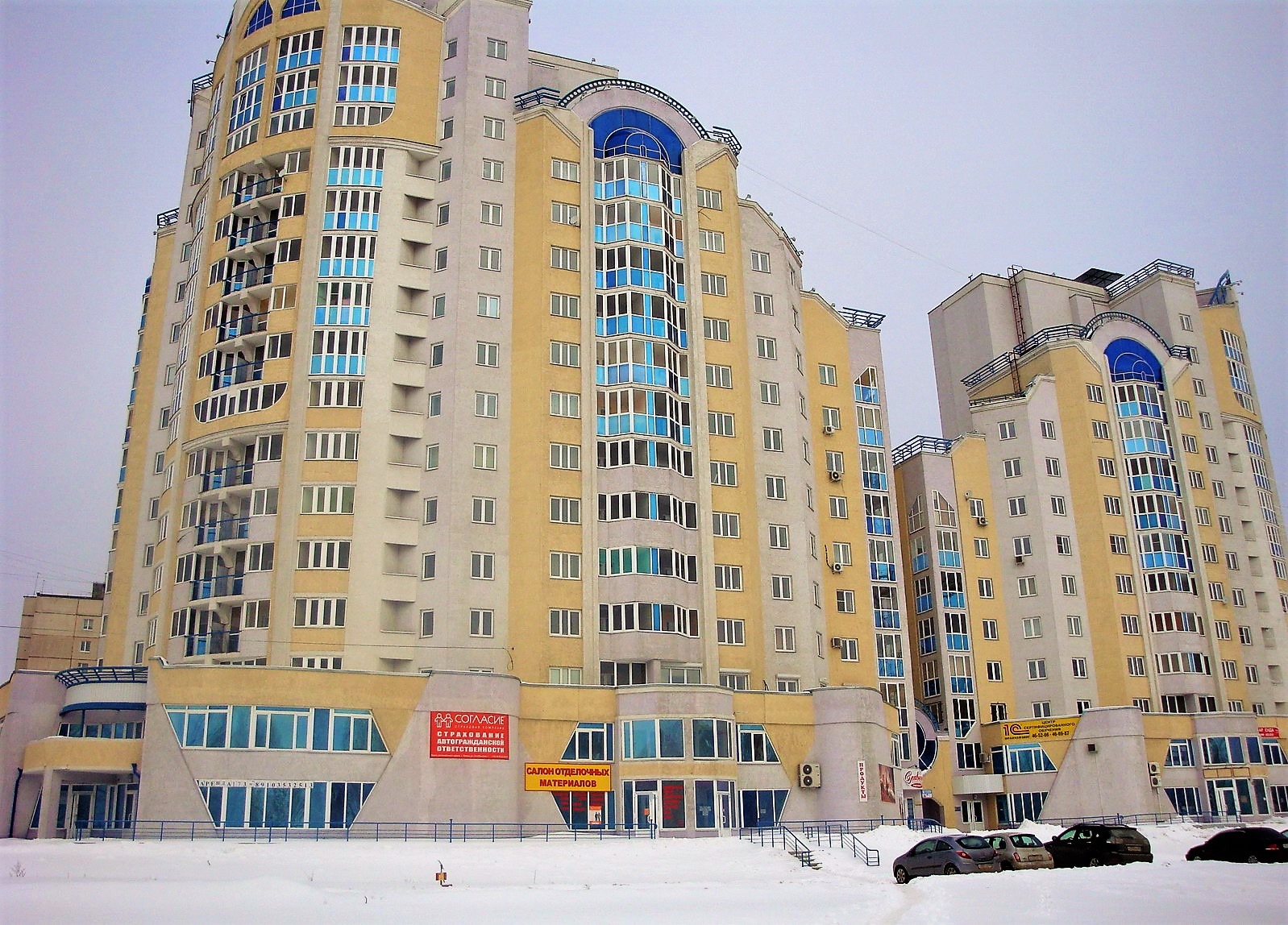
Жилой архитектурный комплекс «Ворота города» (дома № 124 и 128 по проспекту Победы)

В конце 1990-х годов на проспекте Победы (дом № 20) был возведён один из первых элитных многоэтажных домов в Липецке. Он был построен на развалинах бывшего молочного завода, которые здесь находились более 15 лет. В шутку их называли «липецким колизеем».

## Адреса

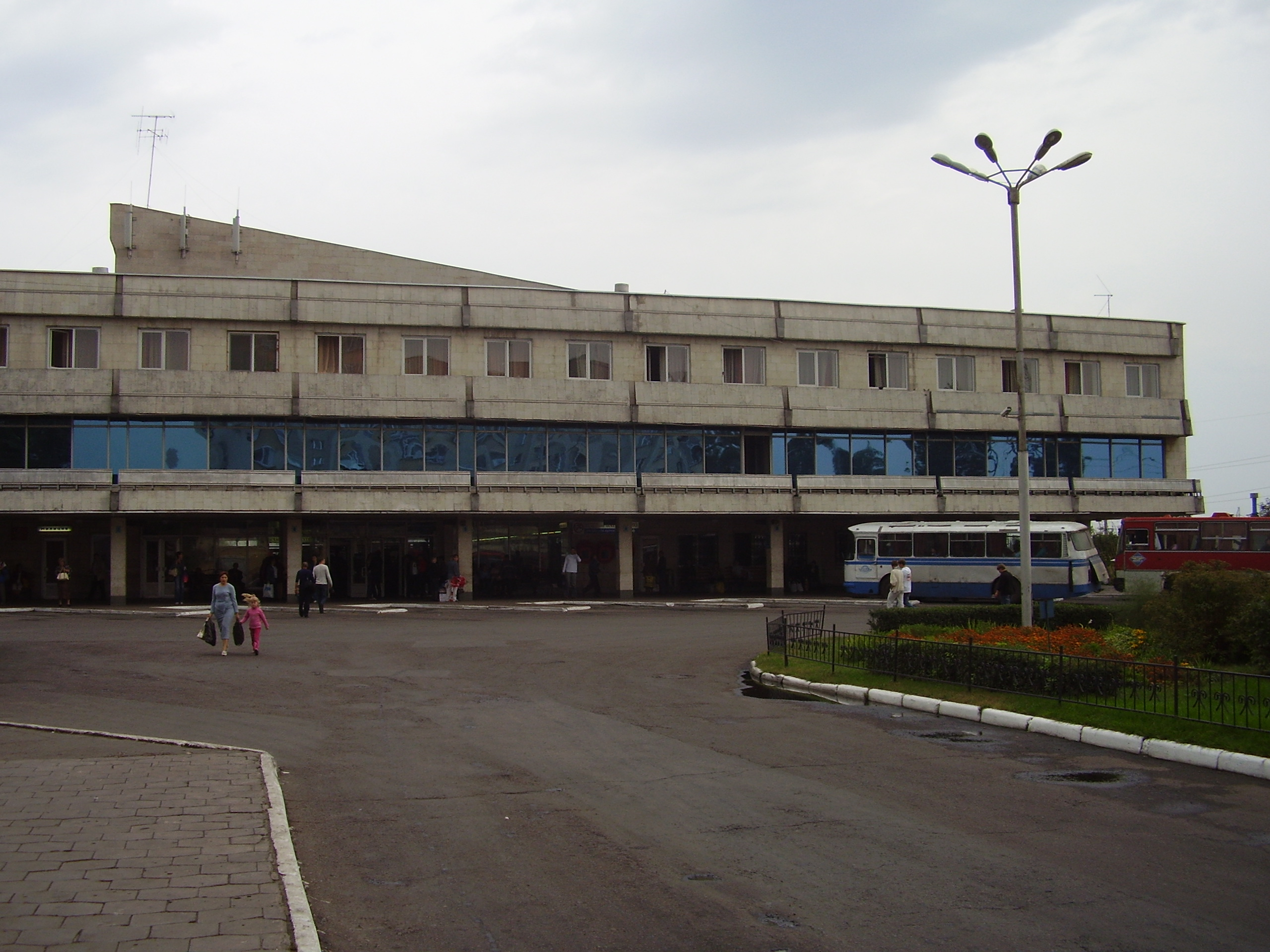
Автовокзал «Липецк»

На проспекте Победы, 89, в 1992 году открылся центральный автовокзал. Первоначально его планировали разместить на улице Гагарина у железнодорожного вокзала (см.).
На проспекте Победы, 87а, находилась территория базы Липецкого пассажирского автотранспортного предприятия площадью 5,4 га. 8 августа 2008 года продали с торгов ЗАО «Инвестиционно-финансовая компания „ЛКБ-инвест“». Компания планирует застроить участок жильем. Со следующего года у ЛПАТП останется одна база — на Ферросплавной улице, 17.
На проспекте Победы находятся две площади — Кольцевая и Танкистов.
Проспект Победы насыщен различными учреждениями образования, торговли, бытовых услуг, здравоохранения, туризма, предприятиями транспорта и связи, развлекательными учреждениями. В значительной степени они занимают первые этажи жилых зданий. Вот лишь некоторые адреса:
- - дом № 1 — кинотеатр «Спутник». Один из старейших кинотеатров Липецка. Открыт в декабре 1960 года. Снесён 25.08.2018 [2]. На данный момент дальнейшая судьба участка не решена[3]
- 2 — торговый дом «Милан» (одежда, обувь), ювелирный магазин «Кристалл»
- 4 — салон и сервисный центр «Милан» (продажа и ремонт оргтехники)
- 8 — кафе «Карс», книжный магазин «36,6», салон красоты «Космея», обувной магазин «Эконика»
- 21 — пиццерия «Песто», кафе японской кухни
- 7а, 11а и 47а — детские сады
- 29 — торговый центр «Виктория» (в прошлом один из крупнейших городских домов быта), магазины, ателье, салоны, различные конторы
- 18 — магазин «Покупай-ка»
- 20 — ресторан «Русь», аптека, цветочный магазин «Де Флёр», магазин постельного белья «Николь», автомобильный магазин «Би-би» туристическая фирма «Время», авиа и железнодорожные кассы, магазины, салоны
- 49 — дом быта (магазины, салоны, ателье)
- 61 — городская поликлиника № 5
- 69 — аптека
- 69а — колледж искусств (в прошлом профтехучилище)
- 71 — новый высотный жилой дом с множеством магазинов и салонов на первом этаже
- 96 — средня школа № 17
- 104 — кафе "Сказка Востока", ресторан, дом мебели, магазин
- 104а — универсальный рынок «На Кольцевой»
- 87а — филиал ЛПАТП (в прошлом автоколонна № 1415)
- 89 — автовокзал
- 128 — Стоматологическая клиника доктора Черных

Кроме вышеуказанных, по проспекту расположено ещё множество предприятий и организаций подобного профиля.

## Транспорт
На всём протяжении проспекта Победы ходят автобусы.
- к домам начала проспекта — авт. 2т, 8, 9т, 27, 30, 35, 37, 300, 308к, 315, 321, 323, 330, 347, 352, ост.: «Проспект Победы», «Ул. Юных Натуралистов»; авт. 1, 2, 2т, 6, 8, 9т, 12, 17, 27, 30, 35, 36, 37, 40, 40а, 300, 308к, 315, 317, 321, 323, 330, 332, 343, 347, 352, ост.: „Пл. Победы“, „Центральный рынок“, „Бульвар Неделина“.
- к домам начала и середины проспекта авт. 2т, 8, 9т, 27, 30, 35, 37, 300, 308к, 315, 321, 323, 330, 347, 352, ост.: „Ул. Доватора“, „Памятник Чернобыльцам“ (бывший Автопарк)».
- к домам середины и конца проспекта —  авт. 2т, 8, 9т, 27, 28, 30, 35, 37, 300, 308к, 315, 321, 323, 330, 347, 352, ост.: «Кольцевая»; авт. 8, 27, 35, 37, 308к, 315, 323, 324, 347, 378, ост.: «Автовокзал».
- к домам конца проспекта — авт. 8, 27, 35,  37, 308к, 315, 323, 324, 347, 378, ост.: «Ул. Будённого»; трам. 1, 5; авт. 8, 35, 37, 50, 323, 345, 378, 379, ост.: «Памятник танкистам»; трам. 1, 2, 5; авт. 8, 50, 345, 379 ост.: «21-й микрорайон».

В связи с перегруженностью проспекта Победы транспортом в 1980-е годы всё грузовое движение перенесли на параллельную улицу Папина, а в 2006 году было открыто объездное движение в направлении НЛМК по улице Механизаторов.